# IBCラジオ ゴールデンナイター
『IBCラジオ ゴールデンナイター』（アイビーシーラジオ ゴールデンナイター）は、IBC岩手放送（IBCラジオ）におけるプロ野球中継の題名である。

## 概要
- ほとんど全国送出のネット受けをそのまま放送しているが、地元いわて盛岡ボールパークで公式戦が行われる日は主催チームの局の中継をネット受けする場合がある。
  - 2005年のシーズンからは、東北楽天ゴールデンイーグルス主催の公式戦が岩手県営野球場でも行われるようになり、その際は東北放送のTBCパワフルベースボール（旧：TBCイーグルスナイター）をネット受けしている。
  - 2007年と2008年は、水曜日にイーグルスのホームゲームがある場合、TBCイーグルスナイターを定期的にネット受けしていた。
- オールスターゲームは開催曜日に合わせたネットワークで放送するが、土・日・月曜の開催もしくはデーゲームの場合は放送しない。また、日本シリーズについては基本的に放送しない。
  - しかし、2012年7月23日に行われたオールスターゲーム第3戦は月曜開催ではあるが、岩手県営野球場で開催されたため、特例としてニッポン放送からのネット受けで放送した。
- かつてはローカルスポンサーが多数集まっていたが、現在はキー局からのCM以外、自局の番宣やイベント案内中心である。
- 番組ジングルは開始時と終了時にのみ流れ、CM明けに番組ジングルは流れない（CM明け後すぐ本編に入る）。
- テーマソングは、ジョー・サトリアーニの「Speed of Light」。

## 放送時間
- その年によって異なるが、2022年度からは水曜 - 金曜の18:15から最大延長22:00まで。
  - 中継が早く終了した場合、『ミュージックブルペン』を放送する。
  - 過去にナイター終了後に自社制作のワイド番組を放送していた時期は、試合終了時間に合わせて番組を短縮対応しており、番組を休止して22:00以降まで中継を延長していた時期もある。また『日報中学生力だめし』が平日21時台に放送されていた時期は、平日に限り21:40までの延長であった。

## 放送内容
- 水曜〜金曜：NRNナイター（キー局：ニッポン放送）のネット
  - 2009年まで行われていた土・日の中継ではJRNナイターをネット受けしていた。
  - 2017年までは火曜日にも放送されていたが、TBSラジオが2017年限りでプロ野球中継関連の業務から撤退したため、2018年から火曜日の中継を廃止。廃止後は2023年度まで『アフター6ジャンクション』を同時ネットで編成していたが、火曜日に岩手県内の球場で楽天主催試合が開催される場合は、本番組を放送し、「アフター～」のネットを返上した[* 1]。2024年度は『荻上チキ・Session』を同時ネットしていたが、火曜日に岩手県内の球場で楽天主催試合が開催されないため影響はなかった。2025年度以降は火曜19時台に『Session』、火曜20時台に『アフター6ジャンクション2』を同時ネットしているが、岩手県内の球場で楽天主催試合が開催される場合には両番組を臨時にネット返上する[* 2]。

### 制作担当局（2017年時点）
| 地域（球団）／曜日         | 火        | 水  | 木  | 金  |
| 基本系列                   | JRN       | NRN | NRN | NRN |
| 北海道（日）               | HBC       | STV | STV | STV |
| 宮城（楽）                 | TBC       | TBC | TBC | TBC |
| 関東（巨・ヤ・横・西・ロ） | TBS（RF） | LF  | LF  | LF  |
| 東海（中）                 | CBC       | SF  | SF  | SF  |
| 近畿（神・オ）             | ABC       | MBS | MBS | ABC |
| 広島（広）                 | RCC       | RCC | RCC | RCC |
| 福岡（ソ）                 | RKB       | KBC | KBC | KBC |
| -------------------------- | --------- | --- | --- | --- |